# Steve Hislop
Robert Steven Hislop (Hawick, 11 gennaio 1962 – Teviothead, 30 luglio 2003) è stato un pilota motociclistico britannico.

## Biografia
Nato in una famiglia dello Scottish Borders è cresciuto a Chesters, vicino alla città di Hawick, con suo padre Sandy, sua madre Margaret e suo fratello minore Garry. Il padre incoraggiò i due fratelli a prender parte a corse motociclistiche, ma quando Garry morì in un incidente in moto a Silloth nel 1982, a soli 19 anni, tre anni dopo il padre (deceduto per un attacco cardiaco), Hislop inizio ad abusare dell'alcol e cadde in depressione.
Hislop è morto nel 2003 in un incidente di elicottero a Teviothead, nel Roxburghshire, ed è stato seppellito nel paese della sua infanzia.

## Carriera
Hislop ottenne un secondo posto al Manx Grand Prix del 1983, la stessa gara che suo fratello aveva vinto l'anno prima. Vinse il campionato britannico classe 250 nel 1990, e il campionato inglese Superbike nel 1995. Alcuni sminuirono questo suo successo, attribuendolo al ritiro di James Whitham, che aveva condotto il campionato per mezza stagione prima di doversi ritirare a causa di un tumore.
Nel 1989 gareggiò anche nel campionato europeo classe 250 conquistando tredici punti, la stagione successiva ottenne il podio, chiudendo secondo, nella gara inaugurale a Jerez mentre nel 1991 chiuse al quarto posto in campionato.
Ma è all'Isola di Man che ottiene i suoi più grandi successi, grazie a una grande conoscenza del circuito ed a un altrettanto grande perfezionismo. Nel Tourist Trophy del 1992, a bordo di una Norton con motore rotativo, Hislop batté il futuro quattro volte campione del mondo di Superbike Carl Fogarty, in sella a una Yamaha.
Hislop vinse il Tourist Trophy dell'Isola di Man undici volte, oltre ad un altro campionato britannico Superbike nel 2002.
In suo onore c'è una statua di bronzo a Onchan Head, sull'Isola di Man e una seconda anche al Wilton park, Hawick, vicino alla città dove viveva, Denholm, ed anche una stanza al museo della Drumlanrig Tower, alla fine della High Street di Hawick.

## Risultati in gara

### Motomondiale
| 1988 | Classe | Moto   |  |  |  |  |  |  |  |  |  |  |  |    |  |  |  | Punti | Pos. |
| ---- | ------ | ------ |  |  |  |  |  |  |  |  |  |  |  | -- |  |  |  | ----- | ---- |
| 1988 | 250    | Yamaha |  |  |  |  |  |  |  |  |  |  |  | NQ |  |  |  | 0     |      |

| 1991 | Classe | Moto  |  |  |  |  |  |  |  |  |  |    |     |  |  |  |  | Punti | Pos. |
| ---- | ------ | ----- |  |  |  |  |  |  |  |  |  | -- | --- |  |  |  |  | ----- | ---- |
| 1991 | 250    | Honda |  |  |  |  |  |  |  |  |  | 25 | Rit |  |  |  |  | 0     |      |

| Legenda | 1º posto        | 2º posto            | 3º posto            | A punti      | Senza punti        | Grassetto – Pole position Corsivo – Giro più veloce |
| Legenda | Gara non valida | Non qual./Non part. | Ritirato/Non class. | Squalificato | '-' Dato non disp. | Grassetto – Pole position Corsivo – Giro più veloce |

### Campionato mondiale Superbike
| 1989 | Moto  |     |   |    |     |  |  |  |  |  |  |  |  |  |  |  |  |  |  |  |  |  |  |  |  |  |  | Punti | Pos. |
| ---- | ----- | --- | - | -- | --- |  |  |  |  |  |  |  |  |  |  |  |  |  |  |  |  |  |  |  |  |  |  | ----- | ---- |
| 1989 | Honda | Rit | 4 | 19 | Rit |  |  |  |  |  |  |  |  |  |  |  |  |  |  |  |  |  |  |  |  |  |  | 13    | 40º  |

| 1992 | Moto     |  |  |  |  |  |  |  |  |  |  |  |  |  |  |    |     |  |  |  |  |  |  |  |  |  |  | Punti | Pos. |
| ---- | -------- |  |  |  |  |  |  |  |  |  |  |  |  |  |  | -- | --- |  |  |  |  |  |  |  |  |  |  | ----- | ---- |
| 1992 | Kawasaki |  |  |  |  |  |  |  |  |  |  |  |  |  |  | 12 | Rit |  |  |  |  |  |  |  |  |  |  | 4     | 57º  |

| 1993 | Moto   |  |  |  |  |  |  |  |  |  |  |  |  |  |  |  |  |  |  |  |  |  |  |    |    |  |  | Punti | Pos. |
| ---- | ------ |  |  |  |  |  |  |  |  |  |  |  |  |  |  |  |  |  |  |  |  |  |  | -- | -- |  |  | ----- | ---- |
| 1993 | Ducati |  |  |  |  |  |  |  |  |  |  |  |  |  |  |  |  |  |  |  |  |  |  | 12 | NP |  |  | 4     | 56º  |

| 1994 | Moto  |     |     |     |     |  |  |  |  |  |  |  |  |  |  |  |  |  |  |  |  |  |  |  |  |  |  | Punti | Pos. |
| ---- | ----- | --- | --- | --- | --- |  |  |  |  |  |  |  |  |  |  |  |  |  |  |  |  |  |  |  |  |  |  | ----- | ---- |
| 1994 | Honda | Rit | Rit | Rit | Rit |  |  |  |  |  |  |  |  |  |  |  |  |  |  |  |  |  |  |  |  |  |  |       |      |

| 1995 | Moto   |  |  |     |    |     |     |  |  |  |  |  |  |  |  |   |   |  |  |    |     |  |  |  |  |  |  | Punti | Pos. |
| ---- | ------ |  |  | --- | -- | --- | --- |  |  |  |  |  |  |  |  | - | - |  |  | -- | --- |  |  |  |  |  |  | ----- | ---- |
| 1995 | Ducati |  |  | Rit | 15 | Rit | Rit |  |  |  |  |  |  |  |  | 8 | 9 |  |  | 11 | Rit |  |  |  |  |  |  | 21    | 23º  |

| 1997 | Moto     |  |  |  |  |  |  |  |  |  |  |  |  |     |     |  |  |  |  |  |  |  |  |  |  |  |  | Punti | Pos. |
| ---- | -------- |  |  |  |  |  |  |  |  |  |  |  |  | --- | --- |  |  |  |  |  |  |  |  |  |  |  |  | ----- | ---- |
| 1997 | Kawasaki |  |  |  |  |  |  |  |  |  |  |  |  | Rit | Rit |  |  |  |  |  |  |  |  |  |  |  |  |       |      |

| 1998 | Moto   |  |  |    |   |  |  |  |  |  |  |  |  |  |  |  |  |   |    |  |  |  |  |  |  |  |  | Punti | Pos. |
| ---- | ------ |  |  | -- | - |  |  |  |  |  |  |  |  |  |  |  |  | - | -- |  |  |  |  |  |  |  |  | ----- | ---- |
| 1998 | Yamaha |  |  | 10 | 9 |  |  |  |  |  |  |  |  |  |  |  |  | 8 | 11 |  |  |  |  |  |  |  |  | 26    | 20º  |

| 1999 | Moto     |  |  |  |  |   |   |  |  |  |  |  |  |  |  |  |  |  |  |  |  |  |  |  |  |  |  | Punti | Pos. |
| ---- | -------- |  |  |  |  | - | - |  |  |  |  |  |  |  |  |  |  |  |  |  |  |  |  |  |  |  |  | ----- | ---- |
| 1999 | Kawasaki |  |  |  |  | 8 | 9 |  |  |  |  |  |  |  |  |  |  |  |  |  |  |  |  |  |  |  |  | 15    | 33º  |

| 2000 | Moto   |  |  |  |  |  |  |    |     |  |  |  |  |  |  |  |  |  |  |    |    |  |  |  |  |  |  | Punti | Pos. |
| ---- | ------ |  |  |  |  |  |  | -- | --- |  |  |  |  |  |  |  |  |  |  | -- | -- |  |  |  |  |  |  | ----- | ---- |
| 2000 | Yamaha |  |  |  |  |  |  | 12 | Rit |  |  |  |  |  |  |  |  |  |  | NP | NP |  |  |  |  |  |  | 4     | 42º  |

| 2001 | Moto   |  |  |  |  |  |  |  |  |  |  |   |     |  |  |  |  |  |  |     |     |  |  |  |  |  |  | Punti | Pos. |
| ---- | ------ |  |  |  |  |  |  |  |  |  |  | - | --- |  |  |  |  |  |  | --- | --- |  |  |  |  |  |  | ----- | ---- |
| 2001 | Ducati |  |  |  |  |  |  |  |  |  |  | 3 | Rit |  |  |  |  |  |  | Rit | Rit |  |  |  |  |  |  | 16    | 28º  |

| 2002 | Moto   |  |  |  |  |  |  |  |  |  |  |     |     |  |  |  |  |  |  |  |  |  |  |  |  |  |  | Punti | Pos. |
| ---- | ------ |  |  |  |  |  |  |  |  |  |  | --- | --- |  |  |  |  |  |  |  |  |  |  |  |  |  |  | ----- | ---- |
| 2002 | Ducati |  |  |  |  |  |  |  |  |  |  | Rit | Rit |  |  |  |  |  |  |  |  |  |  |  |  |  |  |       |      |

| Legenda | 1º posto        | 2º posto            | 3º posto           | A punti      | Senza punti        | Grassetto – Pole position Corsivo – Giro più veloce |
| Legenda | Gara non valida | Non qual./Non part. | Ritirato/Non class | Squalificato | '-' Dato non disp. | Grassetto – Pole position Corsivo – Giro più veloce |